# Partido judicial de Requena
El partido judicial de Requena es uno de los dieciocho partidos judiciales de la provincia de Valencia; en concreto se trata del partido judicial n.º 11  de la provincia de Valencia.
El ámbito territorial que viene regulado por el Real Decreto 529/1983, de 9 de marzo, comprende los municipios de:
- Alborache
- Ayora
- Buñol
- Camporrobles
- Caudete de las Fuentes
- Chera
- Cheste
- Chiva
- Cofrentes
- Cortes de Pallás
- Dos Aguas
- Fuenterrobles
- Godelleta
- Jalance
- Jarafuel
- Macastre
- Millares
- Requena
- Siete Aguas
- Sinarcas
- Teresa de Cofrentes
- Turís
- Utiel
- Venta del Moro
- Villargordo del Cabriel
- Yátova
- Zarra